# Села-при-Камнику
Села-при-Камнику (словен. Sela pri Kamniku) — поселення в общині Камник, Осреднєсловенський регіон, Словенія. Висота над рівнем моря: 526,2 м.